# (21708) Mulhall
Mulhall (asteroide n.º 21708) es un asteroide del cinturón principal, a 2,4705841 UA. Posee una excentricidad de 0,057505 y un período orbital de 1 550,17 días (4,25 años).
Mulhall tiene una velocidad orbital media de 18,39638303 km/s y una inclinación de 6,28896º.
Este asteroide fue descubierto en 7 de septiembre de 1999 por el LINEAR.